# Lovisa Augusti
Lovisa Sofia Augusti, nascida Ester Salomon (Alemanha, 1756 - Estocolmo, 25 de junho de 1790) foi uma cantora de ópera, atriz e membro da Real Academia Sueca de Música.

## Biography
Filha de Israel Salomon, um musico judeu viajante da Alemanha, já havia feito para si um nome como cantora ainda na infância, em Gotemburgo, Suécia. Converteu-se ao cristianismo em 1767, quando recebeu o nome de batismo de Lovisa Sofia Salmoni. Sua conversão ocorreu junto a do irmão, que era violinista, para evitar as regulamentações dos artistas não-cristãos.
Aos 17 anos, como protegida da esposa do General von Kaulbar, cantou para o rei Gustavo III da Suécia em Kristianstad, que ficou tão impressionado com sua performance que deu-lhe um lugar na Ópera Real Sueca, em Estocolmo. Casou-se nesta época, e a seu marido, F.B. Augusti, que também era um violinista, foi dada uma posição da capela real; Seu irmão manteve esta mesma posição até 1812.
Era a substituta da grande prima donna Elisabeth Olin quando esta adoecia ou tinha que se afastar devido a maternidade, mas quando Olin aposentou-se em 1784, esta foi substituída por Caroline Halle-Müller, e não por Lovisa Augusti. Augusti permaneceu na Ópera, e em 1788 foi eleita para a Real Academia Sueca de Música. Faleceu dois anos depois, com apenas 33 anos de idade.
Em sua aparência pessoal, era descrita como pequena e bela, e era comummente chamada de "Lilla fru Augusti" ("Pequena Senhora Augusti"). Foi considerada uma das maiores cantoras da Suécia em seu tempo.